# Bassenthwaite (jezioro)
Bassenthwaite (ang. Bassenthwaite Lake) – jezioro w północno-zachodniej Anglii, w hrabstwie Kumbria, na terenie parku narodowego Lake District.
Jezioro liczy 5,3 km² powierzchni, rozciąga się z północy na południe na długości 6 km i mierzy do 1 km szerokości. Lustro wody znajduje się na wysokości około 65 m n.p.m., a maksymalna głębokość jeziora wynosi 21 m.
Rzeka Derwent wpada do jeziora na południu i wypływa na północnym krańcu. Nad jeziorem brak miejscowości, jedynie odosobnione zabudowania.